# Li Ji (nadadora)
Tang Jingzhi (en chino tradicional, 李季), (Yunnan, China, 9 de julio de 1986) es una deportista china que compite en natación. Participó en los Juegos Olímpicos de Atenas 2004, obteniendo una medalla de plata en la prueba de 4 × 200 m libre tras nadar las series eliminatorias.

## Palmarés internacional
| Juegos Olímpicos | Juegos Olímpicos | Juegos Olímpicos | Juegos Olímpicos |
| Año              | Lugar            | Medalla          | Prueba           |
| ---------------- | ---------------- | ---------------- | ---------------- |
| 2004             | Atenas (Grecia)  | Medalla de plata | 4 × 200 m libre  |

1. ↑  Compitió en la serie de clasificación.